# مارستون آن دوو
مارستون آن دوو (به انگلیسی: Marston on Dove) یک روستا و محله مدنی در بریتانیا است که در South Derbyshire واقع شده‌است.